# Чемпионат мира по волейболу среди младших девушек
Чемпионаты мира по волейболу среди младших девушек — соревнования для женских младших юниорских сборных, проводимые под эгидой Международной федерации волейбола (FIVB).
Первый подобный турнир проведён в августе 2024 года. Установленная периодичность — один раз в два года по чётным годам. В соревнованиях участвуют спортсменки возрастом до 17 лет. 

## Призёры
| Год  | Место проведения | 1-е место | 2-е место | 3-е место |
| ---- | ---------------- | --------- | --------- | --------- |
| 2024 | Лима (Перу)      | Китай     | Япония    | Италия    |